# Massa di Somma
Massa di Somma är en ort och kommun i storstadsregionen Neapel, innan 2015 provinsen Neapel, i regionen Kampanien i Italien. Kommunen hade 5 353 invånare (2017).